# Вильена, Луис Антонио де
Лу́ис Анто́нио де Вилье́на (исп.  Luis Antonio de Villena, 3 октября 1951, Мадрид) — испанский поэт, прозаик, эссеист и переводчик.

## Биография и творчество
Закончил Мадридский университет Комплутенсе по специальности «романская филология». Переводил Катулла, сонеты Микеланджело, У. Бекфорда, С. Плат, Т. Хьюза и др. Один из видных представителей дебютировавшего в 1960—1970-х гг. поколения «Новейших» (исп. Novísimos), наряду с П. Жимферрером, Васкесом Монтальбаном, Гильермо Карнеро и др. В его поэзии, насыщенной культурными аллюзиями, сильны гомоэротические мотивы, настроения дендизма и декаданса, дендизму он посвятил отдельную книгу (1974).
Составитель нескольких репрезентативных антологий современной испанской лирики, включая 2000-е годы. Автор биографических книг о Катулле, Оскаре Уайльде, Микеланджело, Леонардо да Винчи, Караваджо, Л. Сернуде, К. Кавафисе, А. Жиде и др. Среди его романов выделяются «Бордель лорда Байрона» (1995, премия Асорина), «Золото и безумие над Баварией» (1998, о баварском короле Людвиге II).

## Признание
Лауреат нескольких национальных и международный премий за стихи и прозу, почётный доктор Лилльского университета.

## Произведения

### Поэзия
- 1971 — Sublime Solarium
- 1976 — El viaje a Bizancio
- 1981 — Huir del Invierno (Национальная премия критики)
- 1984 — La muerte únicamente
- 1990 — Como a lugar extraño
- 1996 — Asuntos de delirio
- 1998 — Celebración del libertino
- 2000 — Syrtes
- 2001 — Las herejías privadas
- 2003 — 10 sonetos impuros
- 2004 — Desequilibrios
- 2004 — Alejandrías
- 2005 — Los gatos príncipes (Премия «Поколение 27 года»)
- 2006 — Países de luna
- 2008 — Honor de los vencidos (антология)
- 2009 — La prosa del mundo
- 2011 — Caída de Imperios (стихотворения в прозе)
- 2012 — Proyecto para excavar una villa romana en el páramo

### Проза
- 1980 — Para los dioses turcos (новеллы)
- 1982 — Ante el espejo
- 1983 — Amor Pasión
- 1986 — En el invierno romano
- 1989 — Chicos
- 1992 — Fuera del mundo
- 1994 — El tártaro de las estrellas (новеллы)
- 1995 — El burdel de Lord Byron (Премия Асорина)
- 1997 — El charlatán crepuscular
- 1998 — Oro y locura sobre Baviera
- 1999 — La fascinante moda de la vida
- 1999 — Madrid ha muerto
- 1999 — El mal mundo (Премия «Вертикальная улыбка» от издательства Tusquets Editores)
- 2000 — Pensamientos mortales de una dama
- 2003 — La nave de los muchachos griegos
- 2004 — El bello tenebroso
- 2004 — Huesos de Sodoma
- 2004 — Patria y sexo
- 2005 — Los días de la noche
- 2007 — El sol de la decadencia
- 2010 — Malditos

### Эссе
- 1974 — El dandismo
- 1975 — La revolución cultural (Desafío de una juventud)
- 1978 — Dados, amor y clérigos
- 1982 — Heterodoxias y contracultura (с Фернандо Саватером)
- 1983 — Corsarios de guante amarillo
- 1986 — La tentación de Ícaro
- 1988 — Máscaras y formas del Fin de Siglo
- 1989 — A la contra
- 1992 — El libro de las perversiones
- 1994 — Antibárbaros
- 1997 — Lecciones de estética disidente
- 1997 — Biografía del fracaso
- 2000 — Teorías y poetas
- 2000 — Diccionario esencial del fin de siglo
- 2001 — Los andróginos del lenguaje
- 2002 — Mitomanías
- 2004 — Madrid
- 2007 — La felicidad y el suicidio
- 2008 — Biblioteca de clásicos para uso de modernos. Diccionario personal de griegos y latinos
- 2011 — Mártires de la Belleza
- 2013 — André Gide (La evolución del intelectual moderno)